# Lista över fornlämningar i Ljungby kommun (Nöttja)
Lista över fornlämningar i Ljungby kommun (Nöttja) är en förteckning av ett urval av de fornlämningar som finns i Nöttja i Ljungby kommun.
| Namn                           | Lämningstyp                      | Tillkomsttid | Historisk indelning | Plats | Läge                 | ID-nr          | Bild                                      |
| ------------------------------ | -------------------------------- | ------------ | ------------------- | ----- | -------------------- | -------------- | ----------------------------------------- |
| Nöttja 1:1                     | Husgrund, förhistorisk/medeltida |              | Nöttja, Småland     |       | 56.653726, 13.653739 | 10074100010001 | Ladda upp en bild av detta fornminne      |
| Nöttja 3:1                     | Gravfält                         |              | Nöttja, Småland     |       | 56.666474, 13.704065 | 10074100030001 | Ladda upp en bild av detta fornminne      |
| Nöttja 7:1                     | Runristning                      |              | Nöttja, Småland     |       | 56.706303, 13.777844 | 10074100070001 | Ladda upp en till bild av detta fornminne |
| Nöttja 8:1                     | Gravfält                         |              | Nöttja, Småland     |       | 56.695538, 13.773260 | 10074100080001 | Ladda upp en bild av detta fornminne      |
| Kung Hammars sten (Nöttja 9:1) | Runristning                      |              | Nöttja, Småland     |       | 56.694023, 13.766673 | 10074100090001 | Ladda upp en till bild av detta fornminne |
| Nöttja 10:1                    | Stenkammargrav                   |              | Nöttja, Småland     |       | 56.705001, 13.778700 | 10074100100001 | Ladda upp en bild av detta fornminne      |
| Nöttja 13:1                    | Gravfält                         |              | Nöttja, Småland     |       | 56.695983, 13.707352 | 10074100130001 | Ladda upp en bild av detta fornminne      |
| Nöttja 21:1                    | Gravfält                         |              | Nöttja, Småland     |       | 56.676501, 13.714207 | 10074100210001 | Ladda upp en bild av detta fornminne      |
| Nöttja 22:1                    | Gravfält                         |              | Nöttja, Småland     |       | 56.707515, 13.770143 | 10074100220001 | Ladda upp en bild av detta fornminne      |
| Nöttja 23:1                    | Gravfält                         |              | Nöttja, Småland     |       | 56.690959, 13.740516 | 10074100230001 | Ladda upp en bild av detta fornminne      |
| Nöttja 48:1                    | Lägenhetsbebyggelse              |              | Nöttja, Småland     |       | 56.672165, 13.740230 | 10074100480001 | Ladda upp en bild av detta fornminne      |
| Drakarör (Nöttja 49:1)         | Stensättning                     |              | Nöttja, Småland     |       | 56.679014, 13.740069 | 10074100490001 | Ladda upp en bild av detta fornminne      |
| Nöttja 53:1                    | Stensättning                     |              | Nöttja, Småland     |       | 56.666846, 13.723040 | 10074100530001 | Ladda upp en bild av detta fornminne      |
| Nöttja 58:1                    | Stensättning                     |              | Nöttja, Småland     |       | 56.664244, 13.700568 | 10074100580001 | Ladda upp en bild av detta fornminne      |
| Nöttja 70:1                    | Stensättning                     |              | Nöttja, Småland     |       | 56.699948, 13.810105 | 10074100700001 | Ladda upp en bild av detta fornminne      |
| Nöttja 92:1                    | Stenkammargrav                   |              | Nöttja, Småland     |       | 56.683154, 13.778701 | 10074100920001 | Ladda upp en bild av detta fornminne      |
| Nöttja 93:1                    | Stensättning                     |              | Nöttja, Småland     |       | 56.683884, 13.777856 | 10074100930001 | Ladda upp en bild av detta fornminne      |
| Nöttja 94:1                    | Stensättning                     |              | Nöttja, Småland     |       | 56.684545, 13.776940 | 10074100940001 | Ladda upp en bild av detta fornminne      |
| Nöttja 97:1                    | Gravfält                         |              | Nöttja, Småland     |       | 56.679333, 13.764729 | 10074100970001 | Ladda upp en bild av detta fornminne      |